# Emma Müllenhoff
Emma Müllenhoff (* 22. September 1871 in Kiel; † 14. April 1944 in Bayern) war eine deutsche Schriftstellerin.

## Leben
Emma Müllenhoff war eine Tochter des in Kiel tätigen Bildhauers Adolph Müllenhoff und Nichte des Germanisten Karl Viktor Müllenhoff. Ihr literarisches Werk umfasst vorwiegend Erzählungen, meist für ein jugendliches Lesepublikum. Daneben übersetzte sie einige theologische Abhandlungen aus dem Englischen ins Deutsche.

## Werke
- Aus einem stillen Hause und andere Geschichten für besinnliche Leute, Leipzig 1904
- Abseits, Leipzig 1905
- Kleine Lieder, Leipzig 1906
- Was aus ihnen wurde, Gießen 1908
- Von solchen, die zur Seite stehen, Stuttgart 1910
- Wandernde und Wollende, Leipzig 1911
- Nach eigenem Gesetz, Heilbronn 1913
- Aus dem Leben unserer Mutter, Kiel 1916
- Im Hell-Dunkel, Hagen i.W. 1917
- Der Herzbaum, Hagen i.W. 1919
- Am Waisengang 5, Eisleben 1920
- Auguste Viktoria. Dem Gedächtnis einer schleswig-holsteinischen Frau. In: Die Heimat. Bd. 31 (1921), Nr. 5, Mai 1931, S. 69f. (Digitalisat).
- Sonniges Land, Heilbronn 1921
- Lichtträger, Heilbronn 1922
- Klein-Elmeloo. In: Die Heimat. Bd. 32 (1922), Nr. 3, März 1922, S. 41–44 (Digitalisat).
- Thade Reimers und Was aus ihnen wurde, Eisleben 1922
- Lotte Hegewisch. In: Schleswig-Holsteinisches Jahrbuch (1922), S. 96f.
- Traugott Tamm. In: Die Heimat. Bd. 33 (1923), Heft 6, Juni 1923, S. 104–106 (Digitalisat).
- Helle Fenster, Heilbronn 1923
- Lottis Christkind und andere Erzählungen, Stuttgart 1925
- Onkel Nikolaus, Stuttgart 1925
- Aus deutscher Erde, Erzählungen. Lengerich 1926
- Die Rache der Tiere, Stuttgart 1927
- Über dem Alltag, Basel 1929
- Der verborgene Gott und andere Erzählungen, Heilbronn 1929
- Auf dem Felde, Hannover 1932
- Ein Entdecker wider Willen, Stuttgart 1932
- Der graue Schleier, Stuttgart 1934
- Silkes zweite Heimat, Stuttgart 1934
- Das verlorene Schriftstück, Stuttgart 1935
- Der alte Wahrspruch, Zürich 1936
- Das lebendige Haus am Bärenbrook, Konstanz 1936
- Das Puppentheater, Hamburg 1936
- Putt, Hamburg 1936
- Die Welt der Wunder, Hamburg 1936
- Durch einen Spiegel, Stuttgart 1938
- Der Schlüssel zur Garage, Konstanz 1940
- Das Thibe-Heim, Stuttgart 1940
- Der junge Grönlandfahrer, Stuttgart 1949

## Übersetzungen
- Charles William Eliot: Die Religion der Zukunft, Gießen 1910
- Francis Greenwood Peabody: Abendstunden, Gießen 1902
- Francis Greenwood Peabody: Jesus Christus und der christliche Charakter, Gießen 1906
- Francis Greenwood Peabody: Die Religion eines Gebildeten, Gießen 1905